# Panchrysia semiargentea
Panchrysia semiargentea är en fjärilsart som beskrevs av Alphéraky 1889. Panchrysia semiargentea ingår i släktet Panchrysia och familjen nattflyn. Inga underarter finns listade i Catalogue of Life.